# Rupert Linsinger
Rupert Julius Walter Linsinger (* 30. November 1897 in Lend (Salzburg); † 21. Juli 1977 in Innsbruck (Tirol)) war ein österreichischer Schriftsteller, Illustrator und Faltbootfahrer, der unter seinem Geburtsnamen sowie den Pseudonymen Pert Lend, Pert Linsinger, Pert Linsinger-Lend, Elisabeth Lindner, Carl bzw. Karl Lindner und Xaver Lachnit publiziert hat.

## Leben und Werk
Rupert Linsinger war ein Sohn des Lender Postmeisters und Realitätenbesitzer Rupert Linsinger (1862–1903) und dessen Gattin, der Gastwirtstochter und späteren Gastwirtin Anna Aloisia (geborene Wohlfahrtstätter, 1871–1949). Linsinger wuchs in Lend auf, besuchte in Salzburg die Handelsschule, diente im Ersten Weltkrieg als Soldat und studierte anschließend zwei Semester an der Handelshochschule in Mannheim. Er heiratete 1920 die Salzburgerin Anna Huttegger (1899–1992), deren Eltern die Eigentümer von „Verlag und Druckerei Josef Huttegger“ waren. Die Ehe wurde 1935 geschieden. Im Frühjahr 1937 übersiedelte Linsinger nach Freilassing (Bayern) und arbeitete als Angestellter der Wehrkreisverwaltung XVIII (Salzburg). Er wurde 1938 unterstützendes Mitglied des NSKK, am 4. Dezember 1939 beantragte er die Aufnahme in die NSDAP und wurde zum 1. Januar 1940 aufgenommen (Mitgliedsnummer 7.791.287). Nach dem Zweiten Weltkrieg veröffentlichte Linsinger noch einige Bücher und lebte unter anderem in Gmunden (Oberösterreich), bevor er nach Innsbruck übersiedelte, wo er 1977 verstarb.

## Faltbootausflüge und Fluviana
Ab Mitte der 1920er-Jahre hat Linsinger als Faltboot-Fahrer von Salzburg aus zahlreiche Flussfahrten unter anderem nach Budapest (1928) und Belgrad (1929) unternommen. Fallweise hat er darüber im „Salzburger Volksblatt“ und in der Fachzeitschrift „Fluß und Welt“ berichtet. Linsingers Zeitungsbericht „Im Faltboot von Salzburg nach Budapest“ hat im August 1928 den Salzburger Maler, Schriftsteller und Kunstsammler Adolph Johannes Fischer angeregt, gemeinsam mit dem damals in Salzburg urlaubenden irischen Schriftsteller James Joyce das von Linsinger als reizvoll beschriebene „Salzach-Museum“ im bayerischen Raitenhaslach zu besuchen. Fischer machte ein paar Fotografien der kuriosen Schwemmholz-Exponate, die 1929 durch Joyce‘ Vermittlung unter dem Titel „Fluviana“ in der Pariser Avantgarde-Zeitschrift „transition“ veröffentlicht wurden, was seit 2004 zur Wiederentdeckung von Fischer, seinem Adoptivsohn dem Maler Fritz Willy Fischer, Rupert Linsinger und dem Salzach-Museum geführt hat.

## Werke

### Bücher
- Des Infanteristen Bimpfinger Höllenfahrt und Anderes. Villacher Kriegszeitung der 10. Armee [~ 1918].
- Der Seelenspiegel. Das Geheimnis Deiner Tageskurve! Salzburg. Veritas-Verlag, 1921.
- gemeinsam mit Josef Dittrich: Die Bude Ko. Sittenroman der Jugend. Wien / Leipzig: Augarten-Verlag, 1933.
- Brevier für Griesgrame. Mitbürgerliches. Fast Menschliches. Halb Wahres. Verfasst und verzeichnet von Rupert Linsinger. Nürnberg. J.L. Schrag-Verlag, 1941.
- Der Seitensprung und andere Humoralische Erzählungen. - Wien. im Weltweiten Verlag, 1946.
- Das toll-heitere Lachgeschichtenbuch. Wolfsberg/Kärnten. Ploetz & Theiß, 1947.
- Lebe 100 Jahre mit dreifacher Lebensfreude! Überraschende neue Erkenntnisse. 1947.
- Es war einmal ein Amtsdiener namens Rindfleisch. Ein heiter satirischer Drei-Tage-Roman [Illustriert von Rupert Linsinger] Gmunden. Mader, 1950
- So hat jede Frau Erfolg. 1953.
- Der meuternde Zeitgenosse. Darmstadt. Bläschke, 1977.

### Ausgewählte Zeitschriftenaufsätze
- „Eine eigenartige Sammlung“. „Fluß und Zelt, Zeitschrift für Flußwandern, Freiluftleben und Kleinbootsegeln“, 3. Jahrgang 1928/29, S. 110–112 (Detaillierte zeitgenössische Besprechung des „Salzach Museums“, 1928).
- „Fünf Tage Skihütte“. „Fluß und Zelt, Zeitschrift für Flußwandern, Freiluftleben und Kleinbootsegeln“, 3. Jahrgang 1928/29, S. 283f.
- „Mit Sitzkissen und Kocher. Erlebtes und vollkommen Erlogenes aus dem Paddlerleben“. Teil 1 (Der Faltbootkauf) in „Fluß und Zelt, Zeitschrift für Flußwandern, Freiluftleben und Kleinbootsegeln“, 3. Jahrgang 1928/29, S. 142–144, Teil 2 (Aufbau) S. 173–176, Teil 3 (Die Pflichtfahrt) S. 222–224, Teil 4 (Faltbootfahrers Winter) S. 255–256.

### Ausgewählte Zeitungsartikel
- Im Faltboot von Salzburg nach Budapest. In: Salzburger Volksblatt, 23. Juli 1928, S. 6 (online bei ANNO).
- Im Faltboot von Salzburg nach Budapest (Schluß). In: Salzburger Volksblatt, 24. Juli 1928, S. 7 (online bei ANNO).

### Hörspielbearbeitung
- Pert Lend: Es war einmal ein Amtsdiener namens Rindfleisch. Bearbeitung: Franz Hölbing. ORF. Ö1. 15. August 1978 (Wiederholung)